# Feliniopsis rufomacula
Feliniopsis rufomacula là một loài bướm đêm trong họ Noctuidae.